# Ramón Cué Romano
Ramón Cué Romano (Puebla de Zaragoza, México, 21 de abril de 1914 - Salamanca, España, 9 de junio de 2001) fue un sacerdote jesuita, escritor, poeta y profesor mexicano de origen español. 
Su nombre completo fue Ramón Manuel del Corazón de María Hano Cué pero luego, por algún motivo desconocido, cambió de orden su apellido colocando el materno primero y eliminando el "Hano" para dejar solo Romano como apellido paterno. Fue un apasionado coleccionista de objetos de arte religioso que serían donados al Museo Diocesano Regina Coeli de Cantabria, quienes abrieron la sala «Padre Cué». 
Su libro «Mi Cristo roto» es una de sus obras más destacadas con varias ediciones y adaptada al teatro y la televisión como un monólogo que interpreta el actor mexicano Alberto Mayagoitía.

## Biografía
Su padre Ramón Hano Romano y su madre María del Carmen Cué Pérez fueron naturales de Poo parroquia del concejo asturiano de Llanes y emigraron a México. Primero viajó su padre y se dedicó al comercio, luego de tener solidez económica fue también  a María y se casaron. Cuando Ramón tenía menos de dos años quedó huérfano de padre y un tiempo después su madre lo llevó a vivir en San Luis de Potosí y comenzó a estudiar con un maestro privado hasta que entró en la escuela pública. Su madre decidió regresar a España en 1926. Continuó sus estudios en el Colegio de la Compañía en Carrión de los Condes con altas calificaciones. Ya a los 12 años sientía que su vocación comienza a definirse y, al culminar los estudios fue admitido en el Noviciado de Salamanca en 1930. Le fue presentado un impedimento por ser hijo único de una madre viuda, pero ella no puso obstáculo al interés de su hijo por ser Jesuita.
Con el exilio impuesto por la II República Española, la Compañía de Jesús fue disuelta por decreto, le fueron dados solo diez días para que los integrantes tomaran la decisión de abandonar la Compañía o abandonar España. Los 219 Jesuitas que estaban en la comunidad de Salamanca partieron de España el 31 de enero de 1932. A su llegada a Marquain el 9 de abril los novicios tienen una situación incómoda por no tener una residencia pero los Jesuitas del Colegio de Saint Michele de Bruselas, les ofrecen una parte del Colegio. Es en esta ciudad donde Cué hace sus Votos del Bienio el 16 de julio de 1932 consagrándose a la Compañía de Jesús. En el exilio estudió Filosofía en Marneffe en la Facultad de la Provincia de Castilla. En la misma ciudad recibió las tradicionales Órdenes Menores allí mismo en Marneffe el 14 de julio de 1938 de manos de Mons. Luis Kerlshol.
En mayo de 1938 se publicó en España el Decreto de Restitución a la Compañía de sus bienes y de la Reposición de todos sus antiguos derechos. Ramón Cué regresó a España donde dio clases de literatura en el Colegio de San José de Valladolid durante el curso escolar 1938-39. El siguiente curso continuó su Magisterio en el Colegio Sagrado Corazón de Barcelona. El tercer año de Magisterio, 1940-41 lo realizó en el Seminario Menor Pontificio de Comillas. Terminado el Magisterio, estudió Teología en la Universidad Pontificia de Comillas, de 1941 a 1945. Fue Ordenado Sacerdote el 30 de julio de 1944  por Mons. Balbino Santos. El curso 1945-46 lo dedicó a hacer la Tercera Probación en Salamanca. Posteriormente completó su formación con estudios civiles. 
Entre 1946 y 1948 estudió Historia de América en la Universidad de Sevilla y posteriormente finalizó sus estudios de Filosofía y Letras en la Universidad Complutense de Madrid. Durante su estancia en Sevilla quedó impactado por su Semana Santa, a la que dedicó Cómo llora Sevilla: (interpretación de la Semana Santa). Colaboró con diversas Hermandades. En 1965 fue pregonero de la Semana Santa de Córdoba y en 1966 de la de Salamanca. Completada su formación, Ramón Cue fue formador en los centros jesuitas de Salamanca (1949-1952), Santander (1952-1956) y Santiago de Compostela (1956-1998). Ante el deterioro de su salud en 1998 fue destinado a la Enfermería de Salamanca, donde falleció en 2001.

## Obras
- Yo creo en la Alegría
- Caudillo triunfador: Poema-exaltación de Franco
- ¡Resucitar! Mi supremo derecho
- Cómo llora Sevilla: (Interpretación de la Semana Santa)
- Las siete palabras
- El Vía Crucis de todos los hombres
- Dios y los toros
- Las siete palabras: Sermón
- Mi Cristo roto: Meditaciones cuaresmales en TVE
- Mi Cristo roto de casa en casa
- Yo creo en la alegría: Canciones para tiempo de angustia
- Comillas, itinerario-lírico
- Cuando la historia pasó por Loyola: (biografía de 1521)
- Y el imperio volvía: Poema coral-dramático en cinco jornadas
- Santa Teresa y Don Quijote: Dos locos españoles
- Las ciudades de Isabel: (Ensayo de Geografía lírica)
- Sangre de Hungría
- El indiano, embajador de España
- Matsumoto
- Mi primera Misa: Glosas autobiográficas
- No ha muerto Xavier: En el IV Centenario de su muerte
- Así le habló Jerusalén; Paulo VI en Tierra Santa
- El monje poeta; breviario de los veinte años
- Confesión general de Carlos V (Yuste, 1557-1558)
- Su Majesta, el pintor (Homenaje a Velázquez, 1660-1960)
- España vista por un mexicano; un hombre, una Semana Santa, un pintor, una ciudad, una reina, un héroe, un museo, un pueblo, una devoción, un barrio, un cuadro
- Una noche en el Pórtico de la Gloria: Interpretación lírica de Compostela